# Nova Campina
Nova Campina é um município brasileiro do estado de São Paulo. Sua população de acordo com o Censo 2022 IBGE era de 8.497 habitantes. O município é formado pela sede e pelo distrito de Itaoca de Cima.

## História
Emancipado como município pela Lei nº 7664 de 30 de dezembro de 1991, instalado em 1 de Janeiro de 1993, pela eleição do primeiro prefeito, e câmara de vereadores.

## Geografia
Localiza-se a uma latitude 24º07'15" sul e a uma longitude 48º54'13" oeste, estando a uma altitude de 848 metros. Possui uma área de 385,3 km².

### Hidrografia
- Rio Taquari-Mirim
- Rio Taquari-Guaçu
- Rio Pirituba

### Rodovias
- SP-258

## Demografia

### População
| Crescimento populacional                             | Crescimento populacional | Crescimento populacional | Crescimento populacional |
| Ano                                                  | População Total          |                          | %±                       |
| ---------------------------------------------------- | ------------------------ | ------------------------ | ------------------------ |
| 2000                                                 | 7 295                    |                          | —                        |
| 2010                                                 | 8 515                    |                          | 16,7%                    |
| 2022                                                 | 8 497                    |                          | −0,2%                    |
| Est. 2024                                            | 8 631                    | [ 7 ]                    | 1,6%                     |
| Fontes: Censos Demográficos IBGE e Estimativas SEADE |                          |                          |                          |

### Dados demográficos
Dados do Censo - 2000
População total: 7.295
- Urbana: 3.878
- Rural: 3.417
- Homens: 3.803
- Mulheres: 3.492
- Densidade demográfica (hab./km²): 18,93
- Mortalidade infantil até 1 ano (por mil): 29,34
- Expectativa de vida (anos): 65,27
- Taxa de fecundidade (filhos por mulher): 3,45
- Taxa de alfabetização: 86,58%
- Índice de Desenvolvimento Humano (IDH-M): 0,709
- IDH-M Renda: 0,619
- IDH-M Longevidade: 0,671
- IDH-M Educação: 0,836

(Fonte: IPEADATA)

## Política e administração
- Prefeito: Antonio Isael de Oliveira Junior (2025/2028)
- Vice-prefeito: Cleuza Benedita de Ramos Cavalheiro
- Presidente da câmara de vereadores: Aparecido José de Almeida (2023/2024)

### Subdivisões

#### Bairros
Itaoca, Bairro do Alegre, dos Frias, Braganceiros, dos Guilhermes, Barreiro, Cedro, Taquari-guaçú, Marcelinos, Taborda, Mato Dentro, Capelinha, Palmeirinha, dos Pires, Capoavinha e Bairro do Saltinho.

## Economia

### Indústria
Fabricação de papel, minérios, madeiras, lenha para carvão, extração de resina.

### Agricultura
Cebola, feijão, milho, tomate, pimentão, vagem, caqui, soja, cenoura e outras.

## Infraestrutura

### Comunicações
Em 1992, um ano após a emancipação, a cidade tinha apenas uma linha telefônica, do tipo "vilafone", que atendia a todos os moradores da época. Por fim o sistema de telefones automáticos, assim como o sistema de discagem direta à distância (DDD) com o código de área (0155), foram implantados pela Telecomunicações de São Paulo (TELESP).
Ainda na década de 90 o código DDD da cidade foi alterado para (015), para padronização do sistema telefônico com a telefonia celular que estava sendo implantada em todo o estado.

## Religião
O Cristianismo se faz presente na cidade da seguinte forma:

### Igreja Católica
- A igreja faz parte da Diocese de Itapeva.[16]

### Igrejas Evangélicas
- Assembleia de Deus Ministério do Belém.[17][18]
- Congregação Cristã no Brasil.[19]